# 拉西 (伊勒-维莱讷省)
拉西（法語：Lassy，法語發音：[lasi] ⓘ）是法国伊勒-维莱讷省的一个市镇，位于该省西南部，属于勒东区。

## 地理
拉西（47°58'44"N, 1°52'12"W）面积9.76 平方千米，位于法国布列塔尼大區伊勒-维莱讷省，该省份为法国西北部沿海省份，位于布列塔尼半岛东部，北濒大西洋，西接阿摩尔滨海省和莫尔比昂省，南至大西洋卢瓦尔省，西南端接曼恩-卢瓦尔省，东临马耶讷省，东北与芒什省接壤。
与拉西接壤的市镇（或旧市镇、城区）包括：戈旺、博隆、吉尚、吉尼昂。

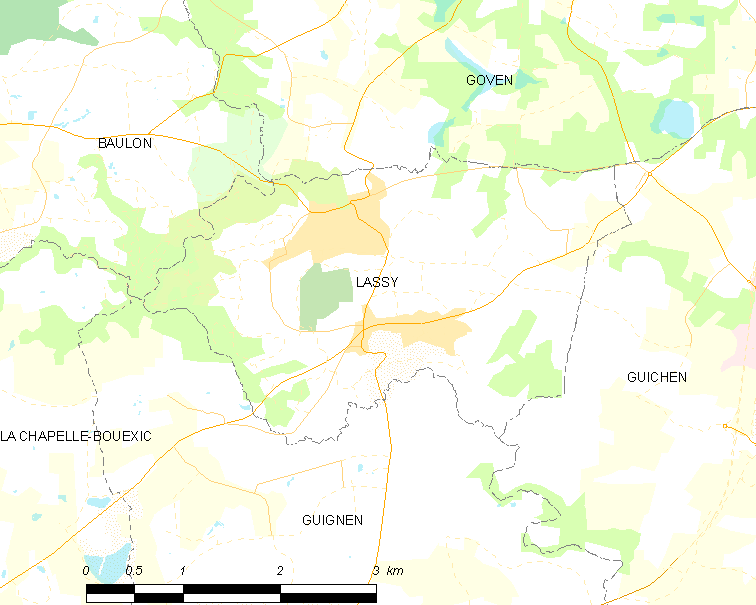
的OSM定位图

拉西的时区为UTC+01:00、UTC+02:00（夏令时）。

## 行政
拉西的邮政编码为35580，INSEE市镇编码为35149。

## 政治
拉西所属的省级选区为吉尚县。

## 人口

1962-2008年间人口变化图示

拉西于2022年1月1日时的人口数量为1817人。